# Jonathan Joel Rodríguez
Jonathan Joel Rodríguez (Marcos Juárez, 30 marzo 1994) è un ex calciatore argentino, di ruolo attaccante.

## Caratteristiche tecniche
È un centravanti che può giocare anche da seconda punta.

## Carriera
Cresciuto nelle giovanili dell'Argentinos Juniors, debutta in prima squadra il 22 febbraio 2015 subentrando al 79' Martín Alaníz e segnando poco dopo la rete del definitivo 1-1 contro il Colón.